# Maurice Greene (atleet)
Maurice Greene (Kansas City, 23 juli 1974) is een voormalige Amerikaanse atleet, die furore maakte op de 100 meter. Op dit atletiekonderdeel werd hij olympisch kampioen, wereldkampioen en had hij zes jaar lang het wereldrecord in handen. Het wereldindoorrecord op de 50 meter staat nog altijd op zijn naam.

## Biografie

### Eerste WK en Olympische Spelen
Greene nam in 1995 voor het eerst deel aan de wereldkampioenschappen, die toen in Göteborg werden gehouden. Hij viel uit in de kwartfinales.
In 1996 slaagde hij er niet in zich te kwalificeren voor de Olympische Spelen in Atlanta.

### De doorbraak
Het daaropvolgende seizoen werd zijn doorbraak. Bij de WK van Athene in 1997 won Greene de gouden medaille op de 100 m. In 1999 - toen hij ook de 200 m won - en 2001 kon hij deze titel verlengen. In 2000 werd hij tijdens de Olympische Spelen van Sydney olympisch kampioen op de 100 m en de 4 x 100 m estafette. Op dit estafettenummer waren zijn teamgenoten Jon Drummond, Bernard Williams en Brian Lewis.
Op de Olympische Spelen 2004 in Athene wist Greene zijn olympische titels niet te prolongeren; hij won brons op de 100 m en zilver op de 4 x 100 m estafette met de Amerikaanse ploeg, die toen naast Greene bestond uit Shawn Crawford, Justin Gatlin en Coby Miller.

### Verbetering van het wereldrecord
In 1999 verbrak Maurice Greene ook het vijf jaar oude wereldrecord op de 100 m. Hij scherpte de 9,84 van Donovan Bailey aan tot 9,79. In 2002 verbeterde zijn landgenoot Tim Montgomery die tijd met 0,01 seconden. Dit record werd later geschrapt, omdat Montgomery toegaf doping gebruikt te hebben.
In 2005 werd zijn record 'officieel' gebroken, ditmaal door de Jamaicaan Asafa Powell, die een tijd van 9,77 neerzette. Ook Powell werd later betrapt op dopinggebruik. Greene heeft het wereldrecord op de 60 m tweemaal gelopen in een tijd van 6,39.
Op 4 februari 2008 maakte Greene bekend een punt te zetten achter zijn sportcarrière.

## Titels
- Olympisch kampioen 100 m - 2000
- Olympisch kampioen 4 x 100 m estafette - 2000
- Wereldkampioen 100 m - 1997, 1999, 2001
- Wereldkampioen 200 m - 1999
- Wereldindoorkampioen 60 m - 1999
- Amerikaans kampioen 100 m - 1997, 2000, 2002, 2004
- Amerikaans kampioen 200 m - 1999
- Amerikaans indoorkampioen 60 m - 2001

## Persoonlijke records
Outdoor
| Onderdeel | Prestatie      | Datum        | Plaats    |
| --------- | -------------- | ------------ | --------- |
| 100 m     | 9,79 s (ex-WR) | 16 juni 1999 | Athene    |
| 200 m     | 19,86 s        | 7 juli 1997  | Stockholm |

Indoor
| Onderdeel | Prestatie      | Datum            | Plaats      |
| --------- | -------------- | ---------------- | ----------- |
| 50 m      | 5,56 s (WR)    | 13 februari 1999 | Los Angeles |
| 60 m      | 6,39 s (ex-WR) | 3 februari 1998  | Madrid      |

## Palmares

### 60 m
- 1995: 4e WK indoor - 6,59 s
- 1999:  WK indoor - 6,42 s

### 100 m
Kampioenschappen
- 1997:  WK - 9,86 s
- 1999:  WK - 9,80 s
- 2000:  OS - 9,87 s
- 2001:  WK - 9,82 s
- 2004:  OS - 9,87 s

Golden League-podiumplekken
- 1998:  Golden Gala – 10,04 s
- 1998:  Bislett Games – 9,96 s
- 1998:  ISTAF – 9,94 s
- 1998:  Memorial Van Damme – 9,94 s
- 1999:  Golden Gala – 9,85 s
- 1999:  Weltklasse Zürich – 9,99 s
- 2000:  Golden Gala – 9,97 s
- 2000:  ISTAF – 9,86 s
- 2000:  Weltklasse Zürich – 9,94 s
- 2000:  Herculis – 10,01 s
- 2000:  Memorial Van Damme – 9,88 s
- 2001:  Golden Gala – 10,01 s
- 2001:  Meeting Gaz de France – 9,96 s
- 2002:  Bislett Games – 10,06 s
- 2002:  Meeting Gaz de France – 9,99 s
- 2002:  Herculis – 9,97 s
- 2003:  Meeting Gaz de France – 10,11 s
- 2003:  Golden Gala – 10,09 s
- 2004:  Meeting Gaz de France – 10,14 s
- 2004:  Weltklasse Zürich – 9,94 s

### 200 m
Kampioenschappen
- 1999:  WK - 19,90 s
- 1999:  Grand Prix Finale - 19,90 s

Golden League-podiumplekken
- 1999:  Meeting Gaz de France – 20,13 s
- 1999:  Herculis – 19,92 s
- 1999:  ISTAF – 20,21 s
- 2000:  Golden Gala – 20,02 s

### 4 x 100 m
- 1999:  WK - 37,59 s
- 2000:  OS - 37,61 s
- 2004:  OS - 38,08 s

1896: Thomas Burke ·
1900: Francis Jarvis ·
1904: Archie Hahn ·
1908: Reggie Walker ·
1912: Ralph Craig ·
1920: Charley Paddock ·
1924: Harold Abrahams ·
1928: Percy Williams ·
1932: Eddie Tolan ·
1936: Jesse Owens ·
1948: Harrison Dillard ·
1952: Lindy Remigino ·
1956: Bobby Morrow ·
1960: Armin Hary ·
1964: Bob Hayes ·
1968: Jim Hines ·
1972: Valeri Borzov ·
1976: Hasely Crawford ·
1980: Allan Wells ·
1984: Carl Lewis ·
1988: Carl Lewis ·
1992: Linford Christie ·
1996: Donovan Bailey ·
2000: Maurice Green ·
2004: Justin Gatlin ·
2008: Usain Bolt ·
2012: Usain Bolt ·
2016: Usain Bolt ·
2020: Marcell Jacobs ·
2024: Noah Lyles
1912: Jacobs, Macintosh, d'Arcy, Applegarth ·
1920: Paddock, Scholz, Murchison, Kirksey ·
1924: Clarke, Hussey, Leconey, Murchison ·
1928: Wykoff, Quinn, Borah, Russell ·
1932: Kiesel, Toppino, Dyer, Wykoff ·
1936: Owens, Metcalfe, Draper, Wykoff ·
1948: Ewell, Wright, Dillard, Patton ·
1952: Smith, Dillard, Remigino, Stanfield ·
1956: Murchison, King, Baker, Morrow ·
1960: Cullmann, Hary, Mahlendorf, Lauer ·
1964: Drayton, Ashworth, Stebbins, Hayes ·
1968: Greene, Pender, Smith, Hines ·
1972: Black, Taylor, Tinker, Hart ·
1976: Glance, Jones, Hampton, Riddick ·
1980: Moeravjov, Sidorov, Prokofjev, Aksinin ·
1984: Graddy, Brown, Smith, Lewis ·
1988: Bryzgin, Krylov, Moeravjov, Savin ·
1992: Marsh, Burrell, Mitchell, Lewis ·
1996: Esmie, Gilbert, Surin, Bailey ·
2000: Drummond, Williams, Lewis, Greene ·
2004: Gardener, Campbell, Devonish, Lewis-Francis ·
2008: Bledman, Burns, Callender, Thompson ·
2012: Carter, Frater, Blake, Bolt ·
2016: Powell, Blake, Ashmeade, Bolt ·
2020: Desalu, Jacobs, Patta, Tortu ·
2024: Brown, Blake, Rodney, De Grasse
1983 Carl Lewis ·
1987 Carl Lewis ·
1991 Carl Lewis ·
1993 Linford Christie ·
1995 Donovan Bailey ·
1997 Maurice Greene ·
1999 Maurice Greene ·
2001 Maurice Greene ·
2003 Kim Collins ·
2005 Justin Gatlin ·
2007 Tyson Gay ·
2009 Usain Bolt ·
2011 Yohan Blake ·
2013 Usain Bolt ·
2015 Usain Bolt ·
2017 Justin Gatlin ·
2019 Christian Coleman · 
2022 Fred Kerley · 
2023 Noah Lyles
1983 Calvin Smith ·
1987 Calvin Smith ·
1991 Michael Johnson ·
1993 Frankie Fredericks ·
1995 Michael Johnson ·
1997 Ato Boldon ·
1999 Maurice Greene ·
2001 Konstantinos Kenteris ·
2003 John Capel ·
2005 Justin Gatlin ·
2007 Tyson Gay ·
2009 Usain Bolt ·
2011 Usain Bolt ·
2013 Usain Bolt ·
2015 Usain Bolt ·
2017 Ramil Goelijev ·
2019 Noah Lyles ·
2022 Noah Lyles ·
2023 Noah Lyles
1983 King, Gault, Smith, Lewis ·
1987 McRae, McNeill, Glance, Lewis ·
1991 Cason, Burrell, Mitchell, Lewis ·
1993 Drummond, Cason, Mitchell, Burrell ·
1995 Esmie, Gilbert, Surin, Bailey ·
1997 Esmie, Gilbert, Surin, Bailey ·
1999 Drummond, Montgomery, Lewis, Greene ·
2001 Nagel, du Plessis, Newton, Quinn ·
2003 Capel, Williams, Patton, Johnson ·
2005 Doucouré, Pognon, De Lépine, Dovy ·
2007 Patton, Spearmon, Gay, Dixon ·
2009 Mullings, Frater, Bolt, Powell ·
2011 Carter, Frater, Blake, Bolt ·
2013 Carter, Bailey-Cole, Ashmeade, Bolt ·
2015 Carter, Powell, Ashmeade, Bolt ·
2017 Ujah, Gemili, Talbot, Mitchell-Blake ·
2019 Coleman, Gatlin, Rodgers, Lyles ·
2022 Brown, Blake, Rodney, De Grasse ·
2023 Coleman, Kerley, Carnes, Lyles